# Animal Allsorts
Animal Allsorts là một tổ chức từ thiện cứu hộ động vật đã được đăng ký tại Vương quốc Anh được thành lập vào năm 2002 bởi Theresa Hipkiss. Tổ chức tìm nhà cho những con chó và mèo không mong muốn hoặc bị ngược đãi bị bỏ rơi. Cuộc giải cứu được đặt tại Birmingham.